# Џонстаун (Тексас)
Џонстаун (енгл. Jonestown) град је у америчкој савезној држави Тексас. По попису становништва из 2010. у њему је живело 1.834 становника.

## Демографија
Према попису становништва из 2010. у граду је живело 1.834 становника, што је 153 (9,1%) становника више него 2000. године.
| Група             | 2000.         | 2010.         |
| Белци             | 1.466 (87,2%) | 1.505 (82,1%) |
| Афроамериканци    | 14 (0,8%)     | 15 (0,8%)     |
| Азијати           | 7 (0,4%)      | 29 (1,6%)     |
| Хиспаноамериканци | 161 (9,6%)    | 239 (13,0%)   |
| Укупно            | 1.681         | 1.834         |